# Červené dolíky
Červené dolíky este o arie protejată (arie specială de conservare — SAC, sit de importanță comunitară — SCI) din Republica Cehă întinsă pe o suprafață de 13,59 ha, integral pe uscat.

## Localizare
Centrul sitului Červené dolíky este situat la coordonatele 50°12′44″N 13°57′00″E / 50.212222°N 13.95°E.

## Înființare
Situl Červené dolíky a fost declarat sit de importanță comunitară în mai 2016 pentru a proteja 1 specie de plante. Situl a fost protejat și ca arie specială de conservare în noiembrie 2020.

## Biodiversitate
Situată în ecoregiunea continentală, aria protejată nu include niciun habitat protejat.
La baza desemnării sitului se află o specie protejată de  plante: papucul doamnei (Cypripedium calceolus).